# Phénoxyméthylpénicilline
La phénoxyméthylpénicilline, couramment appelée pénicilline V et commercialisée sous le nom Oracilline, est une molécule antibiotique de la classe des pénicillines.

## Mode d'action
La pénicilline V inhibe les protéines de liaison aux pénicillines (en) (PLP), enzymes permettant la biosynthèse du peptidoglycane bactérien.

## Divers
La phénoxyméthylpénicilline fait partie de la liste des médicaments essentiels de l'Organisation mondiale de la santé (liste mise à jour en avril 2013).